# Château de Kronborg
Le château de Kronborg est un château situé près de la ville d'Elseneur au Danemark, sur un point stratégique face à la Suède. Il a été inscrit en 2000 sur la liste du patrimoine mondial.
Ce château de la Renaissance, dont la construction a débuté en 1574 à partir d'une forteresse médiévale, a joué un rôle important dans l'histoire de l'Europe du Nord entre les XVIe et XVIIIe siècles. Avec la forteresse d'Helsingborg — dont il ne reste que la tour Kärnan —, située de l’autre côté de l’Øresund, il permettait aux Danois de contrôler l’entrée de la mer Baltique.
Il est désormais considéré comme un symbole pour les Danois, mais aussi particulièrement connu pour être le cadre de la tragédie Hamlet de William Shakespeare.

## Histoire

### Krogen
Au XVe siècle, le royaume du Danemark s'étendant des deux côtés du détroit du Sund (Øresund), le roi Éric de Poméranie décida de prélever auprès de tous les navires entrant ou sortant de la Baltique les droits du Sund. Pour assurer le contrôle du détroit et donc le prélèvement de ces droits de péage, il ordonna dans les années 1420, en complément du renforcement de la forteresse scanienne de Helsingborg, la construction d'une puissante forteresse, portant le nom de Krogen (littéralement « crochet »), sur une pointe sableuse, Ørekrog, de l'île de Seeland où le détroit est le plus étroit.
Le château consistait en un rempart carré avec un certain nombre de bâtiments de pierres construits à l'intérieur :
- celui situé dans le coin nord-est, servait de résidence royale ;
- celui du coin sud-ouest contenait une grande salle de banquet voûtée ;
- celui du coin sud-est servait probablement de chapelle.

Une grande partie des murs de krogen se retrouvent dans le château tel qu'il est de nos jours.
Christian III de Danemark fit compléter les coins du rempart par des bastions en 1558-1559.

### LeKronborgde Frédéric II

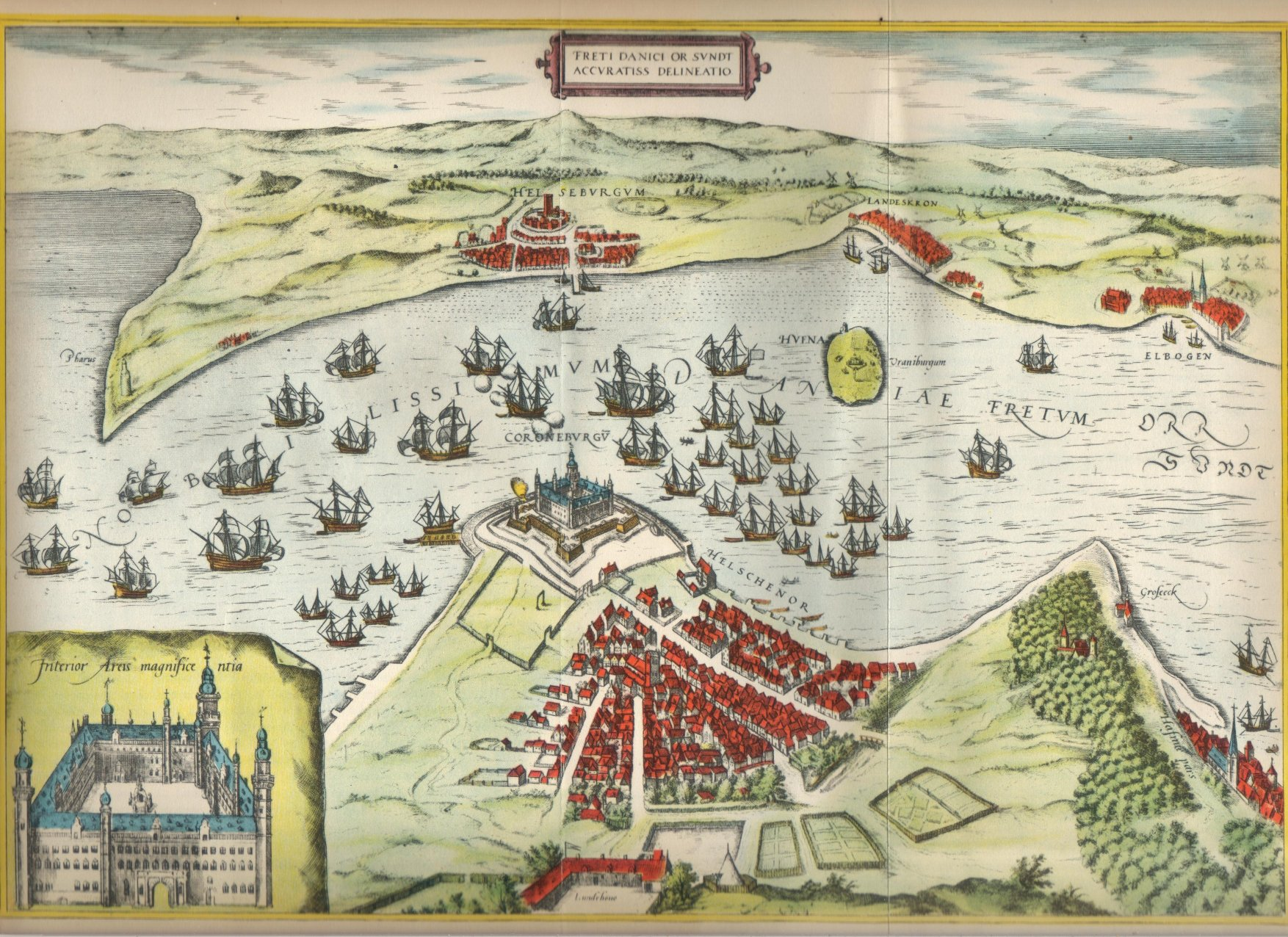
Le château de Kronborg et lØresund, tiré de l'atlas de 1580 Civitates Orbis Terrarum.

Entre 1574 et 1585, le roi Frédéric II fit remanier la forteresse médiévale dans un style Renaissance.
En conséquence des progrès techniques de l'époque et plus particulièrement de l'artillerie, les fortifications de Krogen se devaient d'être adaptées. Avec la fin de la guerre nordique de Sept Ans en 1570, Frédéric II, afin de renforcer les murs médiévaux, initia une extension des bastions avancés dont le principal architecte fut le Flamand Hans Hendrik van Paesschen (en). Les travaux furent terminés en 1577 et le château prit ensuite son nom actuel de Kronborg (littéralement « château de la couronne »).
Le château fut également reconstruit en absorbant les différents bâtiments du Krogen dans trois ailes cohérentes :
- l'aile nord fut équipée avec les chambres du roi, de la reine et de ses dames de compagnie ainsi que de la chancellerie[2] ;
- dans l'aile sud, le bâtiment censé être la chapelle fut modernisé tout en conservant les fenêtres voûtées de la façade.

Initialement, le château fut reconstruit avec seulement deux étages mais en 1578, l'architecte flamand Anthonis van Obbergen (en) fut engagé comme nouveau maître d'œuvre afin d'agrandir le château et le magnifier tandis que Gert van Groningen (en) coordonna le volet sculptural,. Signe d'une nouvelle ambition, l'aile sud fut rehaussée d'un étage et une nouvelle salle de bal fut placée sur la chapelle. Peu après, les ailes ouest et nord gagnèrent également un étage avant que l'aile est soit également rehaussée avec une « galerie de la reine » permettant à cette dernière de passer facilement de sa chambre à la salle de bal. Les murs extérieurs furent revêtus de grès de Scanie et le toit recouvert de plaques de cuivre.
Frédéric protégeant le théâtre, plusieurs pièces y furent jouées en 1579.

### L'incendie de 1629
Dans la nuit du 24 au 25 septembre 1629, la négligence de deux ouvriers causa l'incendie du château. Seule la chapelle survécut grâce à la solidité de ses arches. Le roi Christian IV fit de grands efforts pour le restaurer. Les travaux commencèrent en 1631 sous la direction de l'architecte Hans van Steenwinckel le Jeune (en). En 1639, l'extérieur du château — qui fut conservé par la volonté du souverain — retrouva sa magnificence mais ce ne fut pas le cas de l'intérieur. Par ailleurs, certaines modernisations furent entreprises : portails, cheminées, peintures des plafonds furent réalisées dans le style baroque.

### La conquête suédoise de 1658

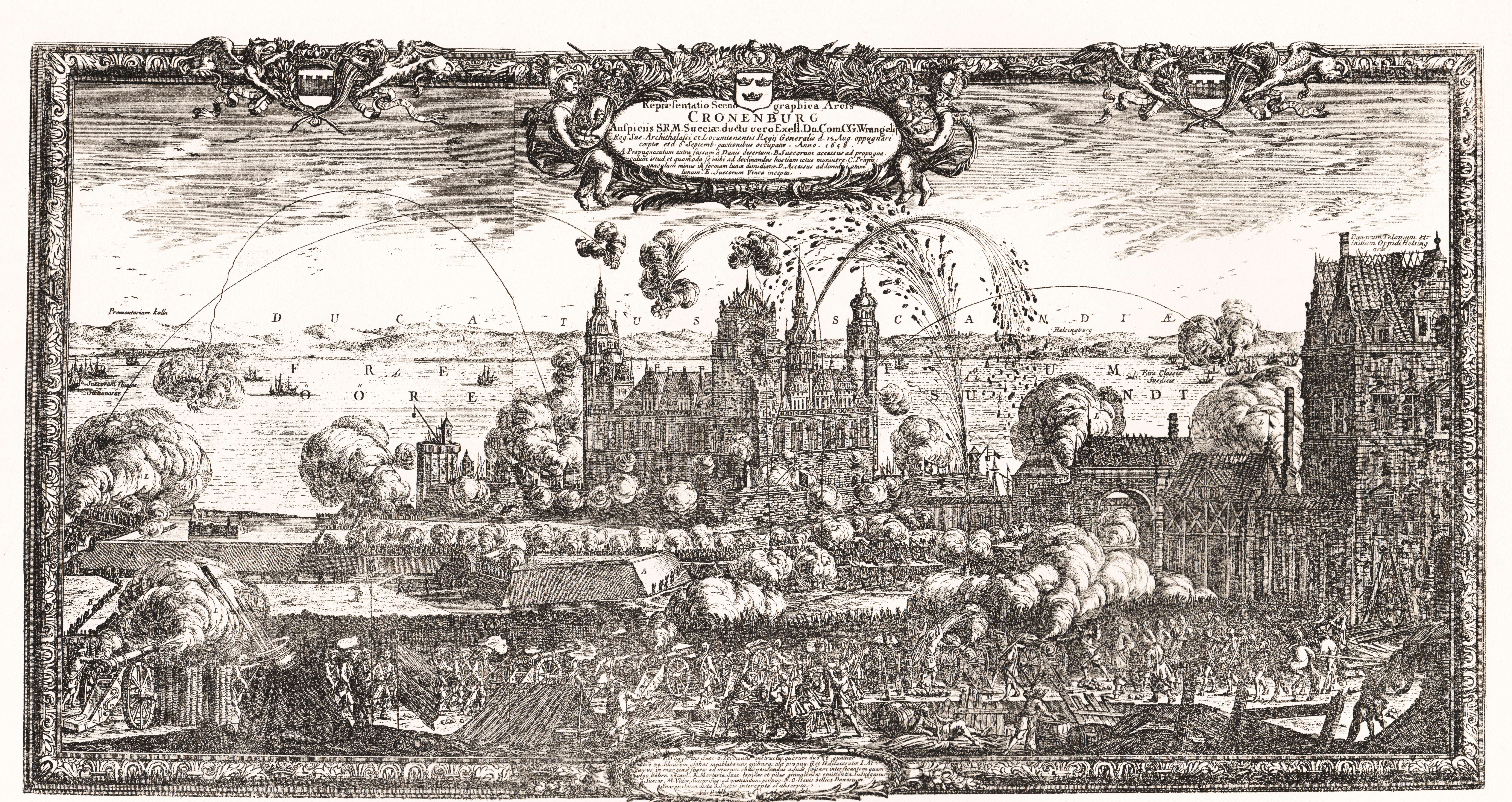
Le siège de Kronborg en 1658.

Durant la guerre dano-suédoise de 1658-1660, le château fut assiégé et capturé par une armée suédoise commandée par Carl Gustaf Wrangel. Durant l'occupation suédoise, le château perdit de nombreuses œuvres d'art parmi les plus précieuses comme la fontaine richement décorée de la cour, le baldaquin de Frédéric II et de nombreuses peintures de la salle de bal demandée par Christian IV.

### Prison & forteresse militaire
La conquête suédoise de 1658 démontra que la forteresse était loin d'être imprenable. En conséquence, les défenses furent significativement renforcées. Entre 1688 et 1690, une ligne avancée de défense appelée « couronné » (c'est-à-dire un bastion avec deux demi-bastions), fut ajoutée. Peu de temps après, une nouvelle série de remparts fut construite.
De 1739 aux années 1900, Kronborg servit de prison, les soldats de la garnison servant de gardiens tandis que les prisonniers condamnés devaient entretenir les fortifications. Ceux-ci étaient divisés en deux catégories :
- ceux subissant une peine légère et considérés comme honnêtes travaillaient à l'extérieur des murs ;
- ceux condamnés pour violence, meurtre, incendie criminel ou dont la vie était considérée comme malhonnête effectuaient les travaux les plus durs à l'intérieur des murs.

Cependant, ils subissaient tous les mêmes conditions de détention en portant des chaînes et en passant leurs nuits dans des cachots froids et humides.

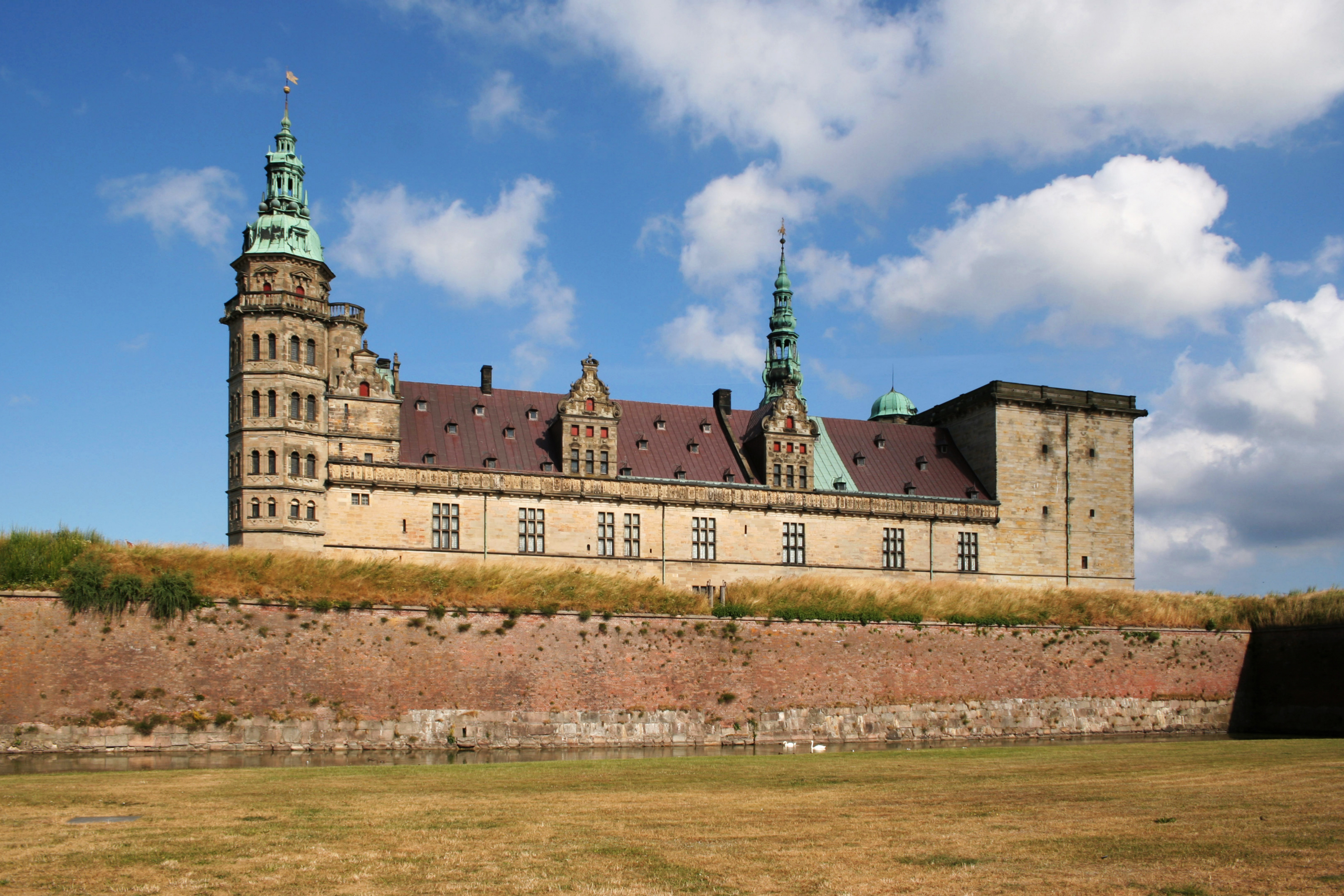
Le château de Kronborg.

La prisonnière la plus célèbre de la forteresse fut, entre les 17 janvier et 30 avril de l'an 1772, la reine Caroline-Mathilde, sœur du roi George III, du fait de sa relation adultérine avec Johann Friedrich Struensee.
Kronborg perdant de son importance en tant que château royal, l'armée prit de plus en plus d'importance dans sa gestion au point qu'entre 1785 et 1922, il fut totalement sous administration militaire. Il fut rénové à plusieurs reprises durant cette période.
En 1923, l'armée quitta la forteresse qui fut de nouveau restaurée et enfin ouverte au public à partir de 1938.

## Dans la culture

### Hamlet
Le château est particulièrement connu pour être le cadre de la tragédie Hamlet de William Shakespeare.